# Pietrowice Głubczyckie (przystanek kolejowy)
Pietrowice Głubczyckie – dawny przystanek kolejowy we wsi Pietrowice, w województwie opolskim, w Polsce. Został otwarty 15 lutego 1937. 1 czerwca 1970 zamknięto go, a w 2008 ostatecznie zlikwidowano.